# الحي القنصلي بمدينة تونس

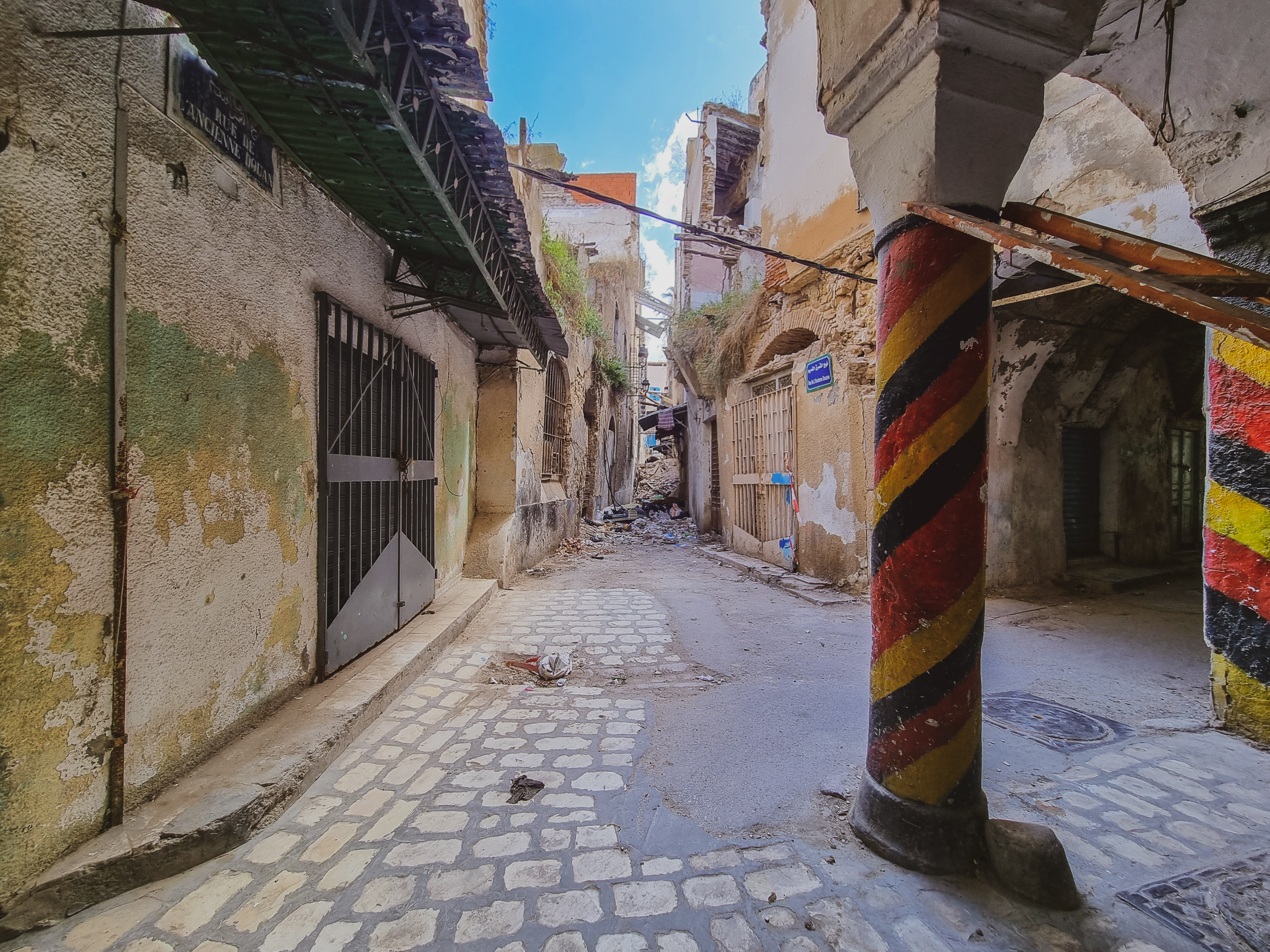
نهج القمرق القديم

الحي القنصلي بمدينة تونس هو المجال الحضري الذي كان مخصصا للأنشطة القنصلية والدبلوماسية في إيالة تونس العثمانية.

## التاريخ
في العهد الحفصي، كان تأسيس قنصليات داخل أسوار مدينة تونس العتيقة أمرا محظورا على الأمم الأوروبية. وعندما صارت الحاضرة التونسية تحت النفوذ العثماني في القرن السادس عشر، بات للقناصل الحق في الاستقرار بها في فنادق أو ديار قنصلية. هكذا شهدت سنة 1660 ميلادَ الحي القنصلي بتشييد أول دار قنصلية داخل الأسوار، فندق الفرنسيس، في الحي الافرنجي بالمدينة. 

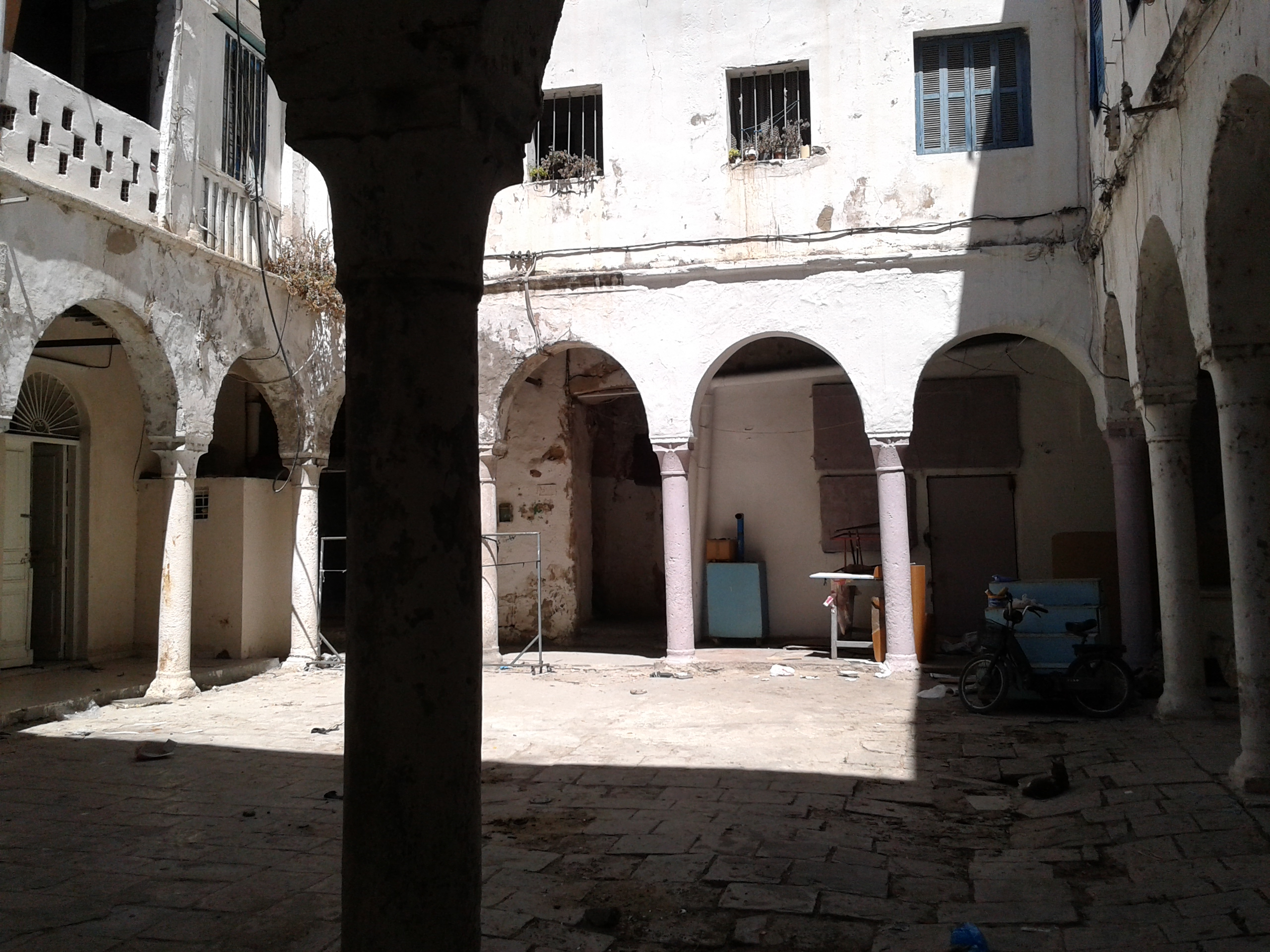
فناء فندق الفرنسيس

## الموقع
تكون الحي حول ساحة البورصة، وهي ساحة النصر حاليا، قبالة باب بحر. وامتدت حدوده التي لم تكن ثابتة إلى نهج سيدي قادوس شمالا، وإلى ساحة قشتالة جنوبا، وإلى نهج البلّار غربا. تطل على الساحة كل من الدار القنصلية السويدية (التي تحوّلت إلى فندق إيمون سنة 1875) والدار القنصلية البرتغالية، بالإضافة إلى فندق الأنكليز القديم. على مقربة منها، على امتداد نهج القمرق القديم، يقع فندق الفرنسيس، والديار القنصلية القديمة لكل من غرندوقية توسكانا والامبراطورية المقدسة وجنوة والبندقية وألمانيا والولايات المتحدة الأمريكية.وفي نهج زرقون، بقيت الديار القنصلية لكل من هولندا (فندق نونيز- كاردوزو سابقا) ومملكة سردينيا ومملكة الصقليتين قائمة إلى اليوم.
كانت قنصلية إسبانيا تشغل المباني التي تأوي الكنيسة القديمة سانت كروا، أما قنصلية الدنمارك فكانت تشغل مبنى الدائرة البلدية لمدينة تونس حاليا.

## النشاط
يتكون الفندق من فناء مركزي تحف به غرف سكنية تستقبل التجار وأفران خبز ومخازن ودكاكين، بالإضافة إلى ديوان القنصلية. وكان القنصل الذي يقطن الفندق يتمتع بالمداخيل التي تدرّها عليه عمليات الكراء والتخزين ورسوم الخدمات القنصلية.